# Iguape (ort)
Iguape är en ort i Brasilien.   Den ligger i kommunen Iguape och delstaten São Paulo, i den södra delen av landet, 1 000 km söder om huvudstaden Brasília. Iguape ligger 8 meter över havet och antalet invånare är 23 784. Den ligger på ön Ilha Iguape.
Terrängen runt Iguape är platt åt sydväst, men åt nordost är den kuperad. Havet är nära Iguape åt sydost. Iguape är det största samhället i trakten.
I omgivningarna runt Iguape växer i huvudsak städsegrön lövskog.